# Marie-Paule Cani

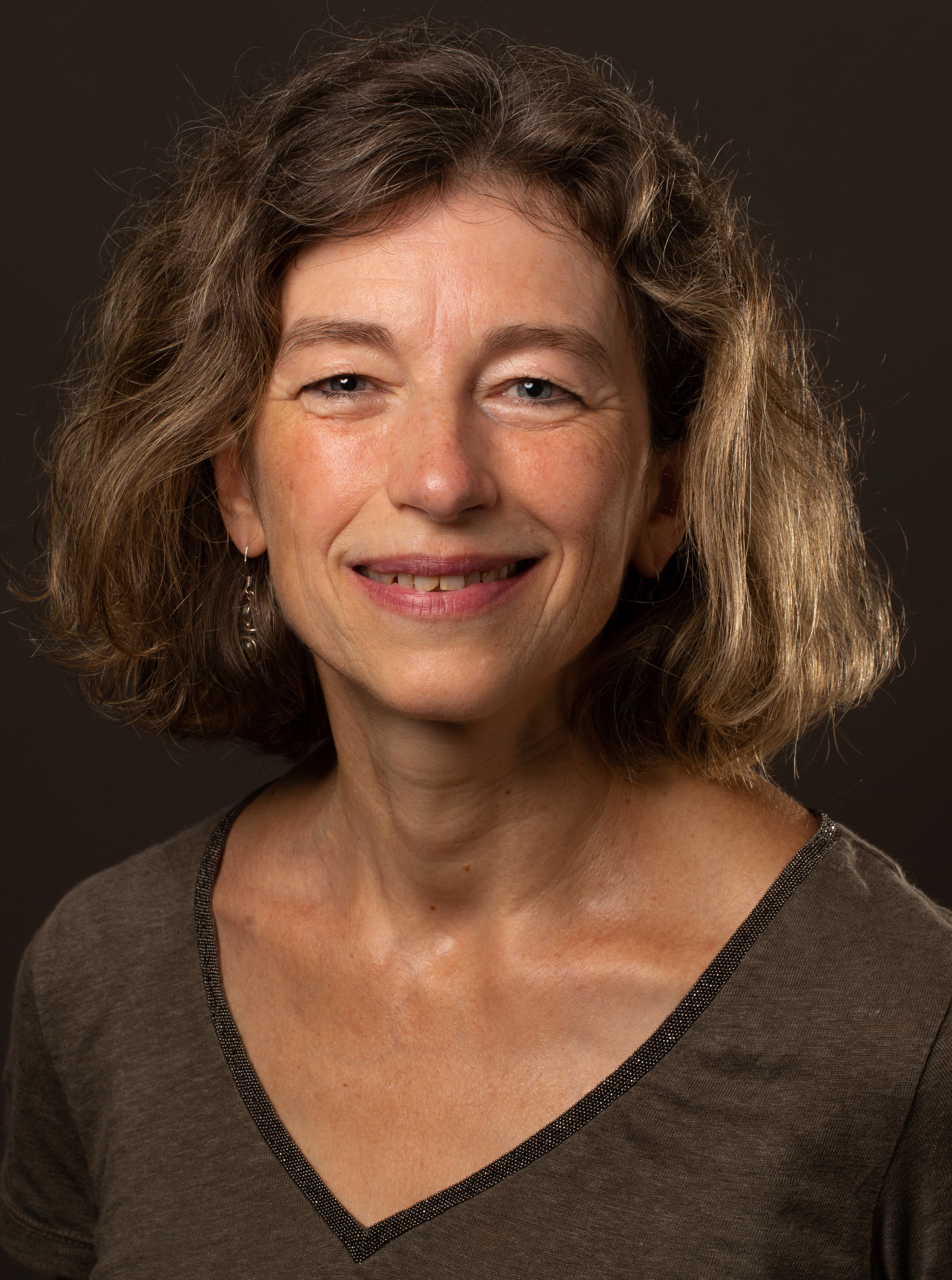
Marie-Paule Cani, 2020

Marie-Paule Cani (* 1965) ist eine französische Informatikerin, die sich auf 3D-Computergrafik spezialisiert hat. Sie ist Professorin an der École polytechnique.

## Leben
Die ehemalige Studentin der École normale supérieure (S 1984) ist seit 1995 Professorin am Polytechnischen Institut Grenoble (Grenoble INP). Sie führt ihre Forschungen am Labor Jean Kuntzmann in Grenoble durch.
Sie ist eine Spezialistin für 3D-Computergrafik, die Synthese von animierten virtuellen Welten und komplexen 3D-Inhalten. Ihr Doktorvater, Claude Puech, erklärt:

„Die Bildsynthese in der Informatik steckte damals noch in den Kinderschuhen und wurde nicht als Teil der akademischen Welt betrachtet. Marie-Paule gefiel dieser angewandte Aspekt.“

Zum angewandten Aspekt fügte Marie-Paule Cani hinzu:

„Ich fand darin eine Möglichkeit, das, was mir Spaß machte, nämlich Zeichnen und Bildhauerei, in meinen Beruf einzubringen.“

Dabei verwendet sie insbesondere das mathematische Konzept der impliziten Fläche. Es ist wirtschaftlicher in der Berechnung für weiche Objekte wie Flüssigkeiten, Ton, Haut etc. Ihre Ansätze werden beispielsweise von Videospieldesignern verwendet, um Formen zu animieren.
Von 1999 bis 2004 war sie Juniormitglied des Institut universitaire de France. Sie ist auch Mitglied der Vereinigung Femmes et sciences, die sich für die Stärkung der Präsenz von Frauen in wissenschaftlichen Berufen einsetzt und Doktorandinnen betreut.
Im Zeitraum 2014–2015 wurde sie auf den jährlichen Lehrstuhl für Informatik und digitale Wissenschaften am Collège de France gewählt, der in Partnerschaft mit dem Institut national de recherche en informatique et en automatique (Inria) eingerichtet wurde.
Seit 2017 unterrichtet sie Informatik an der École polytechnique in Palaiseau.

## Auszeichnungen

### Preise
- Mitglied der Académie des sciences (2019)[8]
- Mitglied der Academia Europaea (2013)[9]
- CNRS-Silbermedaille (2012)[10]
- Eurographics-Preis (2011)[11]
- Irène-Joliot-Curie-Preis, Kategorie Mentoring (2007)[12]

### Verdienstorden
- Offizier des Verdienstordens Ordre national du Mérite, überreicht von Brigitte Plateau.[13] Sie wurde am 13. Mai 2016 per Dekret zum Offizier befördert. (Ritter am 19. Oktober 2009)[14]
- Ritter der Ehrenlegion im Jahr 2012[15]